# NGC 70
NGC 70 este o galaxie spirală din constelația Andromeda, membră a grupului NGC 68. A fost descoperită de către R.J. Mitchell în 11 septembrie 1784 și de asemenea observată de către Guillaume Bigourdan în 19 decembrie 1897.